# Пельгжимув (Опольське воєводство)
Пельгжимув (пол. Pielgrzymów, нім. Pilgersdorf) — село в Польщі, у гміні Глубчиці Глубчицького повіту Опольського воєводства.
Населення — 63 особи (2011).

## Демографія
Демографічна структура станом на 31 березня 2011 року:
|          | Загалом | Допрацездатний вік | Працездатний вік | Постпрацездатний вік |
| -------- | ------- | ------------------ | ---------------- | -------------------- |
| Чоловіки | 33      | 6                  | 26               | 1                    |
| Жінки    | 30      | 1                  | 18               | 11                   |
| Разом    | 63      | 7                  | 44               | 12                   |